# Hitoshi
Hitoshi (jap. ひとし, ヒトシ) – męskie imię japońskie.

## Możliwa pisownia
Hitoshi można zapisać używając wielu różnych znaków kanji i może znaczyć m.in.:
- 人志, „zmotywowana osoba”[1]
- 均, „delikatny”
- 準, „reguła/standard” (występuje też inna wymowa tego imienia: Jun)
- 仁, „życzliwość” (występują też inne wymowy tego imienia: Masashi, Jin)

## Znane osoby
- Hitoshi Ashida (均), japoński polityk, premier
- Hitoshi Ashinano (ひとし), japoński mangaka
- Hitoshi Imamura (均), generał Cesarskiej Armii Japońskiej w czasie II wojny światowej
- Hitoshi Iwa'aki (均), japoński mangaka
- Hitoshi Saitō (仁), japoński judoka
- Hitoshi Saitō (仁志), japoński lekkoatleta, sprinter
- Hitoshi Sakurai (仁), były japoński skoczek narciarski
- Hitoshi Shiozawa (均), japoński astronom amator
- Hitoshi Sogahata (準), japoński piłkarz

## Fikcyjne postacie
- Hitoshi Demegawa (仁), postać mangi i anime Death Note
- Hitoshi Kinomiya (仁), bohater mangi i anime Beyblade
- Hitoshi Mukai (均) / Shōsa, bohater light novel, mangi i anime Heaven's Memo Pad
- Hitoshi Shinsō (人使), bohater mangi i anime My Hero Academia – Akademia bohaterów
- Hitoshi Sora (仁), bohater mangi i anime Kashimashi: Girl Meets Girl
- Hitoshi Sugoroku (仁志), bohater mangi i anime Nanbaka